# 伊恩·霍洛韦
伊恩·史葛·荷路威（英語：Ian Scott Holloway，1963年3月12日—）生於英格蘭西南部單一管理區布里斯托尔，是一名前職業足球員，司職中場，退役後擔任領隊，曾帶領黑池和水晶宫升班英超。
荷路威的球員生涯長達18年，於1981年在家鄉球隊布里斯托流浪出道，曾三度效力及上陣接近400場聯賽，其後轉投溫布頓、賓福特及昆士柏流浪，並曾短暫借用到托基聯，於1996年重返布里斯托流浪後開始擔任球員兼領隊，直到1999年正式退役。全職擔任領隊後曾任教昆士柏流浪、普利茅夫、莱斯特城、黑池及水晶宫。
暱稱「奧利」（Ollie）的荷路威經常在賽後接受訪問時大發議論，眾多的「金句」在球迷間廣泛流傳。

## 生平

### 領隊
米禾爾
2014年1月6日荷路威接替因戰績低落而被革職的史提夫·盧馬斯帶領英冠球會米禾爾，簽約兩年半。2015年3月10日，米禾爾最近6戰5負，聯賽榜位列尾二，去屆雖然成功帶領球隊保級，荷路威同意中止合約，由米禾爾名宿U21青年隊領隊尼尔·哈里斯（Neil Harris）暫代職務直至球季結束。

## 歷年金句
- 「我愛黑池。我們很相似。我們都在黑暗中更好看。」
（I love Blackpool. We're very similar. We both look better in the dark.）
- 「保罗·弗隆是我的古董勞斯萊斯，但卻不費分文。我們擦亮它，照顧它，並由機械師為它進行微調。我們好好照顧它，因為我們需要每天駕駛它，而不是留待大婚時才使用它。」
（Paul Furlong is my vintage Rolls Royce and he cost me nothing. We polish him, look after him, and I have him fine-tuned by my mechanics. We take good care of him because we have to drive him every day, not just save him for weddings.）
- 「我是一名足球領隊，不會預知未來。去年我原本預計會到康和郡渡假，最後卻去了莱姆里杰斯。」
（I am a football manager. I can't see into the future. Last year I thought I was going to Cornwall on my holidays but I ended up going to Lyme Regis.）
- 「幸好旁證不是站在我的前方，否則我一定會用棍子戳他，以確保他是清醒的。」
（It was lucky that the linesman wasn't stood in front of me as I would have poked him with a stick to make sure he was awake.）

資料來源：Ian Holloway in his own words （页面存档备份，存于）

## 榮譽

### 球員
布里斯托流浪
- 英格蘭丙組足球聯賽冠軍：1989/90年；

### 領隊
昆士柏流浪
- 英格蘭乙組足球聯賽亞軍：2003/04年（升班英冠）；

黑池
- 英格蘭足球冠軍聯賽附加賽冠軍：2009/10年（升班英超）；

水晶宫
- 英格蘭足球冠軍聯賽附加賽冠軍：2012/13年（升班英超）

## 自傳
- 《Little Book of Ollie'isms》（2008年）
- 《Ollie: The Autobiography of Ian Holloway》（2009年）

## 延伸閱讀
- Murply, Alex. Jones, Richard; Faragher Steve , 编. . 布里斯托尔: Naked Guides Ltd. 1 June 2005. ISBN 0954417798.

## 外部連結
- 足球数据库：伊恩·荷路威的球员统计数据
- 足球資料庫：伊恩·荷路威的領隊統計數據